# Маршен, Жан-Гаспар-Фердинанд де
Жан-Гаспар-Фердинанд де Маршен (фр. Jean-Gaspard-Ferdinand de Marchin; 1601 — 21 августа 1673, Спа), также называемый де Марсен (de Marsin) — военачальник XVII века, солдат удачи.
Сын Жана, сеньора части Рамезее и де Модав (ум. 5.02.1652), и Жанны де Во-Ренар (ум. 17.12.1613). Возможно, родился в замке Юи, где его отец был заместителем губернатора. Происходил из дворянской семьи Льежского епископства, известной с XV века.
Граф де Маршен и Священной Римской империи, маркиз де Клермон-д’Антраг, граф де Гравиль, барон де Дюн, сеньор де Мезьер и де Модав.

## Французская служба
Поступив очень молодым на военную службу, Маршен, согласно одному из его биографов, уже служил тринадцать лет в Германии в льежском полку Тилли, когда в 1635 году полковник Муллар, получивший 1 сентября комиссион на формирование полка льежской кавалерии на французской службе, взял его в качестве подполковника.
Полк присоединился к войскам маршалов Брезе и Шатийона в Голландии, куда они бежали после неудачной попытки вторжения в Испанские Нидерланды. Кампания началась для французов с блестящей победы в сражении при Лез-Авене 20 мая, но закончилась катастрофой из-за отсутствия дисциплины.
В 1636 году Маршен с остатками их армии вернулся во Францию и принял участие в тяжёлой для французов кампании того года.
10 апреля 1637, после смерти Муллара, Маршен сменил его в должности кампмейстера. В том году он служил в Бургундской армии принца Конде и герцога де Лонгвиля, действовавшей во Франш-Конте. Находился при взятии Сент-Амура, Шевро, Курлана, Кревкёра, Шилли, Летуаля, Шавиньи, Шато-Шалона, Лон-ле-Сонье, Блетерана, которые были завоёваны Лонгвилем. В следующем году продолжил службу у того же командующего, и участвовал в захвате нескольких городков. В том году в Дижоне познакомился с герцогом Энгиенским, назначенным временным губернатором Бургундии в отсутствие своего отца, отправленного командовать Гиеньской армией.
В 1639 году его полк был переведён в Пьемонтскую армию герцога де Лонгвиля. В 1640 году вместе с графом д’Аркуром, командовавшим французской Итальянской армией, участвовал в сражениях против испанцев маркиза Леганеса, в том числе в осаде и взятии Турина, осаде Ивреи, помощи Кивассо и взятии Кони.
Зиму провёл в Париже. Капитул собора Святого Ламберта, исполнявший обязанности Госсовета епископства Льежского, 22 января 1642 направил ему благодарность за добрые услуги, оказанные им на французской службе в пользу поддержания нейтрального статуса Льежа.
В 1642 году служил в Каталонской армии Ламот-Уданкура, 31 марта в победном для французов сражении при Вальсе попал в плен к испанцам.
В июле 1643 Тюренн, под началом которого Маршен служил в Пьемонте при осаде Алессандрии, просил герцога Энгиенского обменять льежца на дона Эрнандо де Кесадо Мендосу, графа де Гарсиаса, испанского кампмейстера, раненого и взятого в плен в битве при Рокруа.
Едва освободившись из плена, Маршен 15 января 1644 получил от короля Франции комиссион для набора в Льежском епископстве двух полков кавалерии, двух драгунских и двух пехотных. 30 января он был произведён в лагерные маршалы и назначен командующим германскими отрядами короля в области Гессена. 16 марта капитул Святого Ламберта санкционировал набор войск, в июне Маршен собрал эти части в окрестностях Маастрихта, на границе княжества. Пехоту он послал в Хертогенбос, откуда она спустилась по каналам и морем прибыла в расположение армии герцога Орлеанского у Гравелина.
Сам он с 12 сотнями кавалерии и восьмьюстами драгунами прошёл через Кондроз и 2 июля соединился с войсками герцога Энгиенского у Сертиньи, близ Ивуа.
22 июля во главе своего льежского контингента Маршен вместе с герцогом Энгиенским выступил на помощь Тюренну, державшему оборону против превосходящих сил генерала Мерси. После тринадцатидневного марша герцог прибыл на Рейн, но слишком поздно для того, чтобы спасти Фрайбург, капитулировавший 28-го. Маршен получил приказ перейти Рейн у Брайзаха, и вечером 3 августа французы атаковали Мерси в его ретраншементах.
В первый день Фрайбургского сражения Маршен командовал резервом герцога. Ночь прервала битву, и к утру Мерси отступил на более выгодную позицию. 5-го бой возобновился с беспримерной яростью. Маршен наступал на крайнем левом фланге, атакуя Йозефсберг вместе с маршалом де Ла-Гишем и Палюо, но противник упорно держался в своих укреплениях. В реляции, отправленной 8 августа кардиналу Мазарини, герцог написал, что Маршен в бою творил чудеса. Под ним была убита лошадь, а сам он был дважды ранен. Преследование имперско-баварских войск, отходивших на восток через перевалы Шварцвальда, было поручено Райнхольду фон Розену.
После разгрома имперцев герцог послал Маршена осаждать Филиппсбург, сдавшийся 9 сентября. Вскоре капитулировали Вормс, Майнц, Бинген, Ландау и Нойштадт, и к 4 октября оба берега Рейна на протяжении двухсот лье оказались в руках французов.
С конца апреля 1645 Маршен занимал позицию на Мозеле, с целью помешать войскам, которые по просьбе барона фон Бека герцог Лотарингский вёл на помощь крепости Ла-Мот-ан-Бассиньи в Аргоннах, осаждённой генералом Магалотти.
18 мая у Эссе он получил депешу от герцога Энгиенского, предписывавшую ему перейти Мозель у Туля и двигаться к Саверну, 23-го был у Саарбурга, откуда направился к Ландау с двумя полками, чтобы там дождаться герцога. В начале июня он получил приказ соединиться с Тюренном, отступавшим в Гессен после поражения у Мариендаля, сообщил ему о том, что герцог Энгиенский принял главное командование, и условился с ним о дальнейших действиях.
Выполнив поручение, он вернулся к герцогу, который 2 июля соединился с Тюренном у Лангенбурга, близ Мангейма, на Неккаре. 3 августа состоялось сражение у Аллергейма, близ Нёрдлингена; Маршен и Бельнав, два лагерных маршала, командовали центром. При атаке Аллергейма Маршен получил тяжёлое пулевое ранение в руку.
В 1646 году, оправившись от ранения, Маршен направился во Фландрскую армию. После отъезда герцога Орлеанского главное командование перешло к Энгиену, собравшему перед Дюнкерком военный совет для обсуждения возможности взятия города. Маршен, как и большинство военачальников, высказался против осады, но герцог начал операции и Дюнкерк пал 11 октября. Энгиен предложил Маршена на пост губернатора Берг-Сен-Винока, но из-за разгоревшегося конфликта герцога с Мазарини должность досталась графу де Ранцау.
20 января 1647 произведён в генерал-лейтенанты; Энгиен, ставший принцем Конде после смерти отца (26.12.1646), и получивший губернаторство в Каталонии, послал Маршена в Барселону принимать командование войсками. 28 февраля в длинном письме он изложил принцу положение в провинции, предложил атаковать Таррагону и выступить в сельскую местность для обеспечения кавалерии свежим фуражом.
11 апреля Конде прибыл в Барселону, и 11 мая приступил к осаде Лериды, расположившись на тех же квартирах, где годом ранее стоял граф д’Аркур, потерпевший под стенами города чувствительное поражение.
Маршен встал на левом берегу Сегре, где ещё стояли циркумвалационные линии д’Аркура, и энергично повёл осадные работы. 18 июня госсекретарь Летелье написал принцу, что в случае взятия Лериды губернаторство там достанется Маршену. К этому времени Конде убрал свои батареи, снял осаду и расположился лагерем в двух артиллерийских выстрелах от Лериды, а Маршен с четырьмя полками кавалерии и пехотой занял сельскую местность перед Таррагоной, чтобы собрать урожай и не дать этого сделать противнику.
По окончании кампании, единственным успехом которой стало взятие городка Агар, Конде вернулся во Францию, оставив Маршена временным губернатором Каталонии в отсутствие Мишеля Мазарини, кардинала Санта-Сесилии, назначенного вице-королём. Прибыв в конце 1647 года в Барселону, тот покинул её в апреле 1648, и вернулся в Рим, где вскоре умер. Его сменил маршал Шомберг, отметивший своё губернаторство взятием Тортосы. Маршен, который при этом отличился, был назначен губернатором города 25 июля, и в ожидании герцога де Меркёра, назначенного 5 ноября 1649 вице-королём, встал во главе Каталонской армии. Он ввёл значительное подкрепление в Барселону, которой угрожали испанские войска, и так хорошо подготовился к обороне, что противник не рискнул начать осаду. Тем не менее, Маршен не смог помешать испанцам захватить герцогство Кардону.
Конде просил для него маршальский жезл, но вскоре сам попал в немилость. 18 января 1650 принц был арестован в Лувре и препровождён в Венсенский замок. Менее чем через месяц по приказу герцога де Меркёра и стараниями интенданта Безана и Пьера де Марка, епископа Кузерана, Маршен был заключён в цитадель Перпиньяна, а 1 марта у него отобрали командование его кавалерийскими и пехотными полками.
Он пытался сбежать из башни, но при падении сломал ногу и был водворён обратно. На свободу его выпустили только через тринадцать месяцев, одновременно с Конде. 6 апреля 1651 Маршен был назначен наместником и генерал-капитаном армий короля в Каталонии.

## Фронда. Переход на сторону Испании
Эту должность, эквивалентную статусу вице-короля, Маршен занимал недолго. Конде после объявления Людовика XIV совершеннолетним покинул Париж и уехал в Бордо, где поднял знамя мятежа. Он призвал к себе Маршена, и льежец, боготворивший принца, без колебаний присоединился к нему.
В это время Барселоне угрожала армия дона Хуана Австрийского и маркиза де Мортаро. Маршен сообщил дону Жозе Маргариту и ещё нескольким высшим офицерам, что со своим полком и полком Монпуйяна соединится с войсками, противостоящими Мортаро, затем, проверив состояние гарнизона города и указав места, которые должны быть усилены ввиду предстоящей атаки, он 22 сентября в 11 часов вечера покинул крепость и направился во Францию.
Перейдя Пиренеи, затем Гаронну у Море, он овладел Муассаком и другими укреплениями по берегам реки, после чего присоединился к принцу в Бордо. Там он стал правой рукой Конде, а после отъезда принца из Гиени, принял там верховное командование силами мятежников. «В деле войны я полагаюсь на господина де Маршена», писал Конде 23 сентября 1652 Лере. Когда около этого времени двор предложил принцу амнистию, тот потребовал должности маршала для своего верного лейтенанта, и затруднение с выполнением этого требования привело к срыву переговоров.
После подписания лидерами Фронды 30 июля 1653 мира с королём, в котором не был упомянут Конде, Маршен отказался от амнистии и надеялся вместе с принцем продолжить восстание в Гиени, где имел много друзей, рассчитывая на поддержку испанского короля. В то время, как «Сан-Сальвадор» с принцессой Конде, юным герцогом Энгиенским и Лере взял курс на Дюнкерк, Маршен на «Трегуаленьясе» отплыл в Испанию, 14 августа сошёл на берег в Сан-Себастьяне и 21-го прибыл в Мадрид.
Он был милостиво принят Филиппом IV, от которого получил чин генерал-капитана и обещание помощи испанского флота в операции по захвату острова Казо, который командовал над эстуарием Жиронды. Обычные для испанцев проволочки задержали его в Мадриде на двадцать дней, и когда 15 сентября Маршен вернулся в Сан-Себастьян, он узнал, что форт Казо занят сильным гарнизоном, французский флот переоснащён, а герцоги Вандом и Кандаль сумели успокоить мятежные настроения в провинции.
Генерал-капитан маркиз де Санта-Крус и вице-адмирал Томас де Баньовеллес, с которыми Маршен отплыл в начале октября, согласились дать ему войска только для захвата замка Мортан (30 октября). Они хотели высадиться на острове Ре, но не добились успеха, и Маршен, разочаровавшись, отправился к Конде во Фландрию.
Принц находился в Намюре, принял Маршена с радостью и поделился с ним своими планами, но не смог его заставить согласиться на размещение войск в Льежской области, так как Маршен не хотел разорения своей родины бандами наёмников. Это разногласие привело к сильной ссоре после поездки Конде в Мехелен, и Лере с трудом помирил принца с генералом.
В 1654 году Маршен был с Конде при осаде Арраса. Их войска долгое время сдерживали маршала Окенкура, который в конце августа атаковал циркумвалационные линии, и облегчили отступление испанской пехоты, затем вывели из города кавалерию, прикрывавшую организованный отход основных сил.
В июле 1656 Маршен командовал 4-м корпусом, составленным из новобранцев, собранных в Сент-Амане, и солдат, взятых из разных гарнизонов страны. Он внёс вклад в успешную атаку позиций французов, осаждавших Валансьен.
В 1657 году английская королевская семья была вынуждена перебраться из Франции в Нидерланды, вследствие подписания союза между Мазарини и Кромвелем, и 10 марта 1657 в Брюгге Маршен был назначен командующим наземными и морскими силами под началом герцогов Йорка и Глочестера. В феврале 1658 Карл II Стюарт пожаловал Маршену орден Подвязки, каковым фактом позднее очень возмущался герцог де Сен-Симон. В сентябре того же года он принял реальное командование, когда известие о смерти лорда-протектора побудило Йорка, находившегося в Ньивпорте, отправиться в Англию.
В декабре 1657 дон Хуан Австрийский посетил в Генте тяжело больного Конде, и тот просил в случае своей смерти назначить Маршена командующим французскими отрядами от имени герцога Энгиенского. Большинство французских офицеров поддержало этот выбор, и Филипп IV, проинформированный доном Хуаном, его одобрил.
Если верить мемуарам графа де Рошфора, Мазарини пытался переманить Маршена обратно на французскую службу, и граф, встретившись с ним в 1657 году в Брюсселе, предложил от имени кардинала губернаторство провинции в центре королевства, орден Святого Духа при ближайшем пожаловании и 50 тыс. экю. Маршен нашёл эти предложения недостаточными и потребовал маршальский жезл, командование в Италии и 200 тыс. экю. С двумя первыми условиями Мазарини согласился, но отказался дать больше 100 тысяч, и переговоры сорвались.
В 1659 году Конде договорился с Мазарини о возвращении во Францию, но его бывший лейтенант в соглашении не упоминался и остался в Нидерландах.
В 1663 году Хуан Австрийский был отозван в Испанию и отправлен на подавление восстания в Португалии. Он собрал в Эстремадуре армию из 12 тыс. пехоты и 6 тыс. конницы, и, зная высокое мнение Конде о военных талантах Маршена, назначил его генерал-капитаном. Выступив 6 мая из Бадахоса, дон Хуан перешёл границу и обложил Эвору, которая вскоре сдалась. Но, атакуемые португальцами, повсюду взявшимися за оружие для борьбы за независимость, испанцы потерпели первое поражение на берегах Деголи и были вынуждены отступить. Снова атакованные у Амейриала, они потеряли 1400 лошадей, восемь орудий, 2 тыс. повозок, несколько знамён, и в их числе штандарт самого дона Хуана, после чего эвакуировали Португалию.
В 1665 году испанцы предприняли новую экспедицию под командованием маркиза де Карасены, но Маршен отказался в ней участвовать и вернулся во Фландрию.

## Последние годы
С началом Деволюционной войны наместник Нидерландов маркиз де Кастель-Родриго поручил ему командование войсками, посланными на помощь Лиллю, осаждённому французами. Маршен собрал свои части 25 августа 1667, но преждевременная сдача города заставила его отводить пехоту к приморским городам, а конницу на север. Почти окружённый французами, он 30 августа добрался до Брюгге, где узнал, что авангард противника уже занял рядом с городом дорогу на Гент. На следующее утро, выйдя из Куртрейских ворот и развернувшись, Маршен с восемью сотнями всадников, построенных в три колонны, пересёк Гентский канал выше единственного моста, который охранял неприятель. В результате его отряд оказался между корпусами маршалов Креки и Бельфона. Креки атаковал первую колонну, сразу же обратившуюся в бегство, а две другие, сделав полуоборот, встретились с частями Бельфона, которому оказали более стойкое сопротивление, но уступили численному превосходству. Эскадроны рассеялись и, благодаря хорошему знанию местности большинство сумело вернуться в Брюгге. Тем не менее, в этом деле Маршен оставил в руках противника 1500 пленных, 18 знамён и несколько сот лошадей, потеряв более пятисот человек убитыми и ранеными.
В 1672 году граф де Монтерей поручил Маршену осаду Шарлеруа, пообещав ему, что вместе с принцем Оранским снабдит его необходимыми материалами и персоналом. На деле ничего не хватало, и после двух недель ожидания артиллерия так и не прибыла, зато приближались французы, и осаду пришлось снять. Это была последняя кампания Маршена, он умер 21 августа следующего года, когда принимал воды в Спа.

## Знатность и владения
Лере, достаточно хорошо с ним познакомившийся, пишет о Маршене: «Невысокого происхождения и обыкновенной внешности, этот льежец обладал духом, суждением, поведением, храбростью высокого достоинства и был готов к любому предприятию».
Солдат удачи, достигший довольно высокого ранга на французской службе, он был хотя и благородного, но довольно тёмного, по меркам аристократии, происхождения, что могло препятствовать его карьере.
В 1642 году он приобрёл сеньорию Гран-Модав близ Юи, спустя три года, на ассамблее 16 июля 1645 знать провинций Льежа и графства Лос «полностью осведомлённая о качествах и достоинстве сеньора Жана де Маршена», признала его принадлежность к благородному сословию. Вскоре после этого он фигурирует как сеньор Нёвиль-о-Пона и Вьё-Валесса. В Гиени, хотя он и подписывался как «Жан-Фердинанд де Маршен, генерал-капитан», его титуловали графом де Маршеном.
По доверенности, данной 5 февраля 1656 в Брюсселе Жилю Фабрициусу, лиценциату права, адвокату Совета Брабанта, он купил владение Маршен-сюр-Барр, за часть которого было выплачено 18 тыс. брабантских флоринов капитулу Сен-Мартена в Льеже, а другая, принадлежавшая капитулу Нотр-Дам в Юи, обошлась ему в 26 тыс. флоринов.
Диплом императора Леопольда I от 3 августа 1658 возвёл сеньорию Маршен в ранг графства, а также пожаловал Маршену достоинство графа Священной Римской империи, подтверждая его благородное происхождение, родство с фамилиями Варфузее, Нёшато, Дюрас и Вару, и отсылая к его военным подвигам в Нидерландах, особенно к осадам Арраса и Валансьена. Император возвёл.
В 1659 году по заказу Маршена гербовый король Альбер де Лоне, основываясь «как на хронике Эрмикура, так и на владельческих актах», возвёл его генеалогическое древо к 1102 году. В 1670 году Маршен сумел добиться аттестации этого древа от пяти гербовых герольдов: Бургундии, Брабанта, Люксембурга, Фландрии и Эно, и Сальбре, а в 1673 году издал в Брюсселе «Зерцало знати Эсбе», в посвятительном разделе которого обозначается, как граф де Маршен, Священной Римской империи и де Гравиль, маркиз де Клермон, барон де Дюн, сеньор де Модав, Мезьер и Вьё-Валесс, рыцарь ордена Подвязки, член верховного военного совета Его Величества, его генерал-капитан и генерал-кампмейстер его армий в Нидерландах.
Но ни одно из доказательств знатности, найденных или изобретённых его генеалогами, не стоило больше, чем импровизация принца Конде, который пел, выпивая за здоровье Маршена:

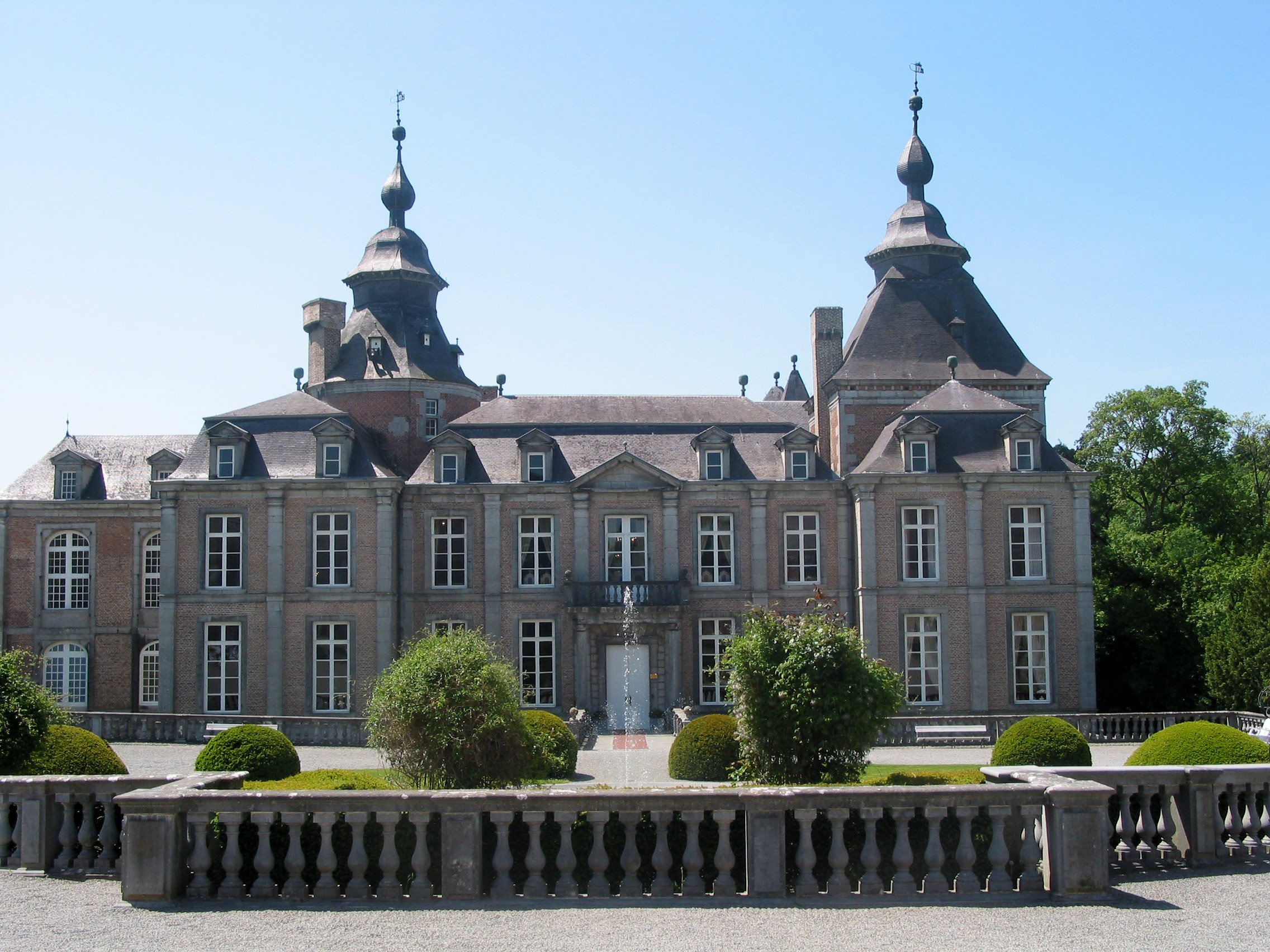
Модавский замок

Маршен к 1666 году выстроил в Модаве на месте старого феодального донжона замок в стиле так называемого льежского барокко, использовав передовые идеи французских архитекторов. Предположительно, замок строился по плану Жана Гужона, и, отреставрированный в XIX веке, сохранился до сих пор, имея статус архитектурного памятника. Построив замок, Маршен восстановил церковь в Модаве, где воздвиг часовню, долженствовавшую стать его фамильной усыпальницей. Он заказал могильные статуи своих родителей, выполненные итальянскими мастерами из каррарского мрамора. 12 апреля 1672 он перенёс туда останки своего предка Никола де Маршена (ум.14.07.1621) и его жены Маргериты д’Орле, называемой Ленстер или Леншье (ум. 1596).

## Семья
Жена (28.05.1655): Мари де Бальзак (ок. 1617 — 9.11.1691), дочь Анри де Бальзака, маркиза де Клермон д’Антраг, и Луизы Люийе де Боленкур. После смерти старшей сестры Луизы стала единственной наследницей семейных владение и титулов. Маршен познакомился с ней во Франции, бывая вместе с Конде в Шантийи, Лианкуре и у мадам де Рамбуйе. Женился, вернувшись в Нидерланды.
Дети:
- Фердинанд де Маршен (10.02.1656—7.09.1706), маршал Франции
- Луиза-Аньес-Генриетта де Маршен (ум. малолетней)